# Friedrich von Logau

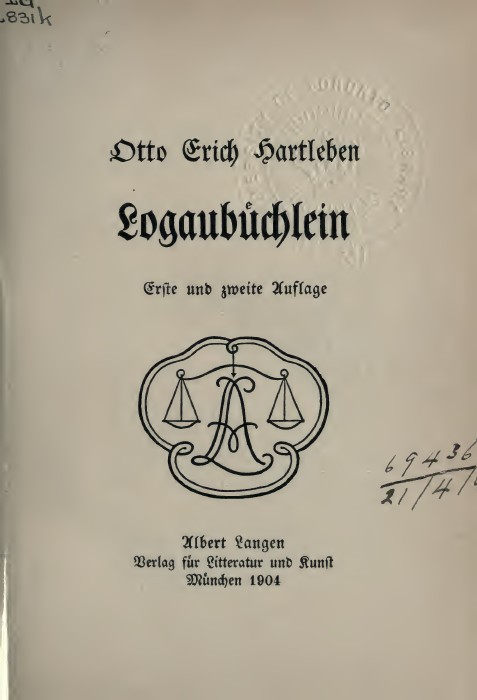
Logaubüchlein, 1904

Friedrich von Logau, född 1605 på Gut Brockuth (nu Brochocin) nära Nimptsch i Schlesien, död 24 juli 1655 i Liegnitz (nu Legnica), var en tysk friherre och epigramdiktare.
Logau blev 1648 medlem av det språkvårdande sällskapet Fruchtbringende Gesellschaft och utgav under pseudonymen Salomon von Golaw Erstes Hundert deutscher Reimensprüche (1638) och Deutscher Sinn-Gedichte drey Tausend (1654). Logau gisslade i sina epigram tidens förfall, särskilt i hovlivet. Han uppmärksammades av Gotthold Ephraim Lessing, som 1759 utgav en av hans Sinngedichte. Hans samlade skrifter utgavs i Bibliothek des Literarischen Vereins 1872.